# Perrotia lutea
Perrotia lutea är en svampart som först beskrevs av William Phillips, och fick sitt nu gällande namn av Dennis 1958. Perrotia lutea ingår i släktet Perrotia och familjen Hyaloscyphaceae.   Inga underarter finns listade i Catalogue of Life.